# Wilhelm von Woyna (General, 1819)
Wilhelm Friedrich von Woyna  (* 7. Mai 1819 in Trier; † 29. Dezember 1896 in Bonn) war ein preußischer General der Infanterie, nach dem eine Straße in der Mainzer Neustadt und in Berlin-Reinickendorf benannt sind.

## Leben

### Herkunft
Wilhelm war der Sohn von Karl Daniel Michael von Woyna (1782–1838) und dessen Ehefrau Antonia Thekla, geborene von Birkhahn (1786–1825) aus Litauen. Da sein Vater nach den Napoleonischen Kriegen in die preußische Provinz Großherzogtum Niederrhein versetzt wurde, kam Wilhelm Woyna im Mai 1819 in Trier zur Welt.

### Militärkarriere
Woyna besuchte auf Wunsch der Eltern nach der Elementarschule die Kadettenanstalten in Potsdam und Berlin. Anschließend wurde er am 5. August 1837 als Sekondeleutnant dem 17. Infanterie-Regiment der Preußischen Armee überwiesen. Am 31. März 1846 folgte seine Versetzung in das Garde-Schützen-Bataillon. Mit diesem nahm er 1848 am Feldzug gegen Dänemark teil und wurde am 12. November desselben Jahres zum Premierleutnant im 7. Jäger-Bataillon befördert. Als Hauptmann (seit 13. Juli 1852) übernahm Woyna am 23. April 1853 als Chef eine Kompanie im 8. Jäger-Bataillons. In gleicher Funktion war er vom 13. August 1856 bis 7. Juli 1858 im 2. Jäger-Bataillon tätig, ehe er als Major zum 32. Infanterie-Regiment kam. Hier fungierte Woyna ab 18. September 1858 als Kommandeur des Füsilier-Bataillons. Nachdem er das Kommando am 21. Juni 1861 abgegeben hatte, übernahm Woyna anschließend das 8. Jäger-Bataillon und wurde am 18. Oktober 1861 Oberstleutnant. Am 18. April 1865 beauftragte man Woyna mit der Führung des Niederrheinischen Füsilier-Regiments Nr. 39 und übertrug ihm zwei Tage bevor er am 18. Juni 1865 zum Oberst befördert wurde, das Kommando. Mit diesem beteiligte er sich während des Deutschen Krieges an den Gefechten bei Hammelburg, Helmstadt sowie Roßbrunn.
Am 14. Juli 1870 erfolgte seine Ernennung zum Kommandeur der 28. Infanterie-Brigade und am 26. August 1870 die Beförderung zum Generalmajor. Im Krieg gegen Frankreich kämpfte er mit seiner Brigade im Verbund mit der 14. Division bei Spichern, Colombey, Gravelotte und der Belagerung von Paris. Für seine Verdienste verlieh ihm Wilhelm I. am 3. März 1871 die höchste preußische Tapferkeitsauszeichnung, den Orden Pour le Mérite.
Nach Friedensschluss übernahm Woyna am 3. Juni desselben Jahres als Kommandeur die 14. Infanterie-Brigade. Am 11. Oktober 1873 beauftragte man ihn mit der Führung der 30. Division, ernannte Woyna am 25. November zum Kommandeur und beförderte ihn schließlich am 11. Dezember 1873 zum Generalleutnant. Von 1880 bis zum Ende seiner Laufbahn 1886 war er Gouverneur der Festung Mainz. Die Stadt Mainz ernannte Woyna aufgrund seiner Verdienste am 23. Januar 1883 zu ihrem Ehrenbürger. Im August 1886 ging Woyna in den Ruhestand und zog sich nach Bonn zurück. Er starb dort im Alter von 77 Jahren. Sein Grab befindet sich auf dem Hauptfriedhof Mainz.

### Mainzer Hochwasser von 1882
Am 28. November 1882 verzeichnete der Pegel Mainz mit 7,95 Meter einen Höchststand Das Wasser strömte mit ungeheurer Schnelligkeit in die Kanalisation der Stadt und das vorgelagerte Gartenfeld, heute Mainz-Neustadt. Die Rhein- und Holzstraße, Löhr- und Schlossergasse, Brand und Schlossplatz standen unter Wasser. Alle Erdgeschossbewohner wurden von den Fluten überrascht und der gesamte Hausrat durch Wasser unbrauchbar gemacht. Das Gartenfeld, mit den vielen Arbeiterwohnungen wurde noch stärker betroffen, da es noch tiefer lag.
Der Notstand brach aus. Auf dem Rhein trieben die Schwellen der gerade erst errichteten Eisenbahnlinien und die Rheinauen waren völlig überschwemmt. Nach kurzem Rückgang der Fluten folgte im Dezember und Januar eine erneute Verschlimmerung. Die Mainzer Garnison unter General Woyna, vor allem Pionierkräfte unter Hauptmann Betzold, halfen der Zivilbevölkerung in der Stadt und den umliegenden Gemeinden in ihrer Not. Hierfür wurde Woyna die Ehrenbürgerwürde zuerkannt.